# Aagje Deken
Pour les articles homonymes, voir Deken.
Aagje Deken, née Agatha Deken à Nieuwer-Amstel, le 10 décembre 1741, morte à La Haye, 14 novembre 1804, est une romancière et poétesse néerlandaise.
Elle a publié en société avec Elizabeth Bekker des romans en néerlandais qui eurent une grande vogue, entre autres Sara Burgerliart, 1782, et Histoire de monsieur Willem Leevend, 1784-1785. Agatha Deken et Elizabeth Bekker sont considérées comme ayant créé le roman néerlandais. Elles séjournent ensemble à Trévoux entre 1788 et 1797.

## Biographie
Agatha Deken perd ses parents à 4 ans, en 1745, et est envoyée à l'orphelinat « De Oranje Appel » à Amsterdam jusqu'en 1767. Elle part ensuite travailler comme domestique dans différentes familles, puis prend la direction d'un commerce de café et de thé. En 1769, elle entre dans la communauté baptiste d'Amsterdam.
A 29 ans, elle décide de se reconvertir en infirmière pour rejoindre son amie Maria Bosch, qui meurt quelques années plus tard, en 1773. Deux ans plus tard, en 1775, elle publie le recueil de poèmes Stichtelijke gedichten, co-écrit avec Maria Bosch.
En 1776, elle se met à correspondre avec Betje Wolff, une autrice de romans épistolaires déjà connue. La même année, le 17 octobre 1776, elles se rencontrent en personne. Betje Wolff étant veuve, elles décident de s'installer ensemble. En septembre 1777, elles publient leur première œuvre commune : Brieven (« Lettres »). En 1781, elles déménagent dans un manoir à Beverwijk, à la suite de l'héritage obtenu par Aagje Deken de 13 000 florins.
Elles publient le roman De Historie van mejuffrouw Sara Burgerhart (« L'histoire de mademoiselle Sara Burgerhart »), dans lequel le personnage éponyme traverse une série d'aventures aux nombreux dangers. L'objectif du roman est didactique et les autrices souhaitent promouvoir des idées modernes des Lumières ainsi qu'une morale bourgeoise. Ce roman est considéré comme la première nouvelle hollandaise moderne.
Les deux autrices partent ensuite à Trévoux, en Bourgogne, à cause de l'instabilité politique des Pays-Bas. En 1789 est publié Wandelingen door Bourgogne (« Promenades en Bourgogne »). Mais elles sont obligées de revenir dans leur pays natal en 1797 à la suite de difficultés financières et s'installent à La Haye d'où elles publient Gedichten en Liedjes voor het Vaderland (« Poèmes et Chants à la Patrie ») qui sont par ailleurs utilisés par les patriotes radicaux qui prennent le pouvoir en 1798.

## Œuvres
- 1775 : Stichtelijke gedichten (co-écrit avec Maria Bosch)
- 1781 : Economische liedjes (co-écrit avec Betje Wolff)
- 1782 : De Historie van mejuffrouw Sara Burgerhart (co-écrit avec Betje Wolff)
- 1783 : Voorrede voor den tweeden druk (co-écrit avec Betje Wolff)
- 1784-1785 : Historie van den heer Willem Leevend (co-écrit avec Betje Wolff)
- 1793-1796 : Historie van mejuffrouw Cornelia Wildschut (co-écrit avec Betje Wolff)
- 1799 : Mijn offerande aan het vaderland
- 1804 : Liederen voor den boerenstand
- 1805 : Liederen voor ouders en kinderen